# 朗德萊克 (紐約州)
朗德萊克（英語：Round Lake）是位於美國紐約州薩拉托加縣的村。

## 人口
根據2020年美國人口普查的數據，朗德萊克的面積為3.18平方千米，當中陸地面積為2.91平方千米，而水域面積為0.27平方千米。當地共有人口828人，而人口密度為每平方千米260人。